# Дівний (Ростовська область)
Дівний — селище в Аксайському районі Ростовської області у складі Істомінського сільського поселення.
Населення — 1119 осіб (2010 рік).

## Географія
Селище Дівний положено над лівою притокою Койсюг — Сухим Батаєм, яким проведено у радянський час Азовський розподільчий каналу; у 25 км південніше міста Аксай.
Поряд з селищем проходить кордон з Кагальницьким районом області.

### Вулиці
| - пров. Вишневий, - пров. Західний, - пров. Мирний, - пров. Садовий, - пров. Солоний, - пров. Сонячний, - пров. Центральний, - пров. Шкільний, | - вул. 87 Дивізії, - вул. Дружби, - вул. Леніна, - вул. Набережна, - вул. Перемоги, - вул. Привольна, - вул. Радянська. |

## Історія
У 1927 році на території селища Дивний була жіноча виправна трудова колонія ГУЛАГ. У 1948 році поряд з'явилася чоловіча виправна колонія. Після смерті Сталіна у 1953 році колонії розформували й на місці підсобного господарства організували радгосп «Ольгинський».
Разом з іншими основним майном колоній селищу передано дитячий садок, школа, лікарня. У 1961 році побудувано новий дитячий садок МБДОУ № 31 «Дюймовочка» на 100 місць. У 1974 році була введена в дію нова школа на 320 місць, сьогодні це — МБОЗ Дівненська середня освітня школа.
Селищний Будинок культури на 220 місць побудовано 1957 року. У ньому працюють: вокальні групи «Дзвіниця» та «Віра, Надія, Любов», дитячий козацький хор «Аксінья» під керівництвом Віталія Сергійовича Шкуро.
У 1985 році, після капітального ремонту колишнього будівлі старої школи, там відкрили амбулаторію.
З 1983 року й дотепер головою сільської бібліотеки селища Дівний є Любов Дмитрівна Далінкевич.